# Dorfkirche Ringenwalde (Märkische Höhe)

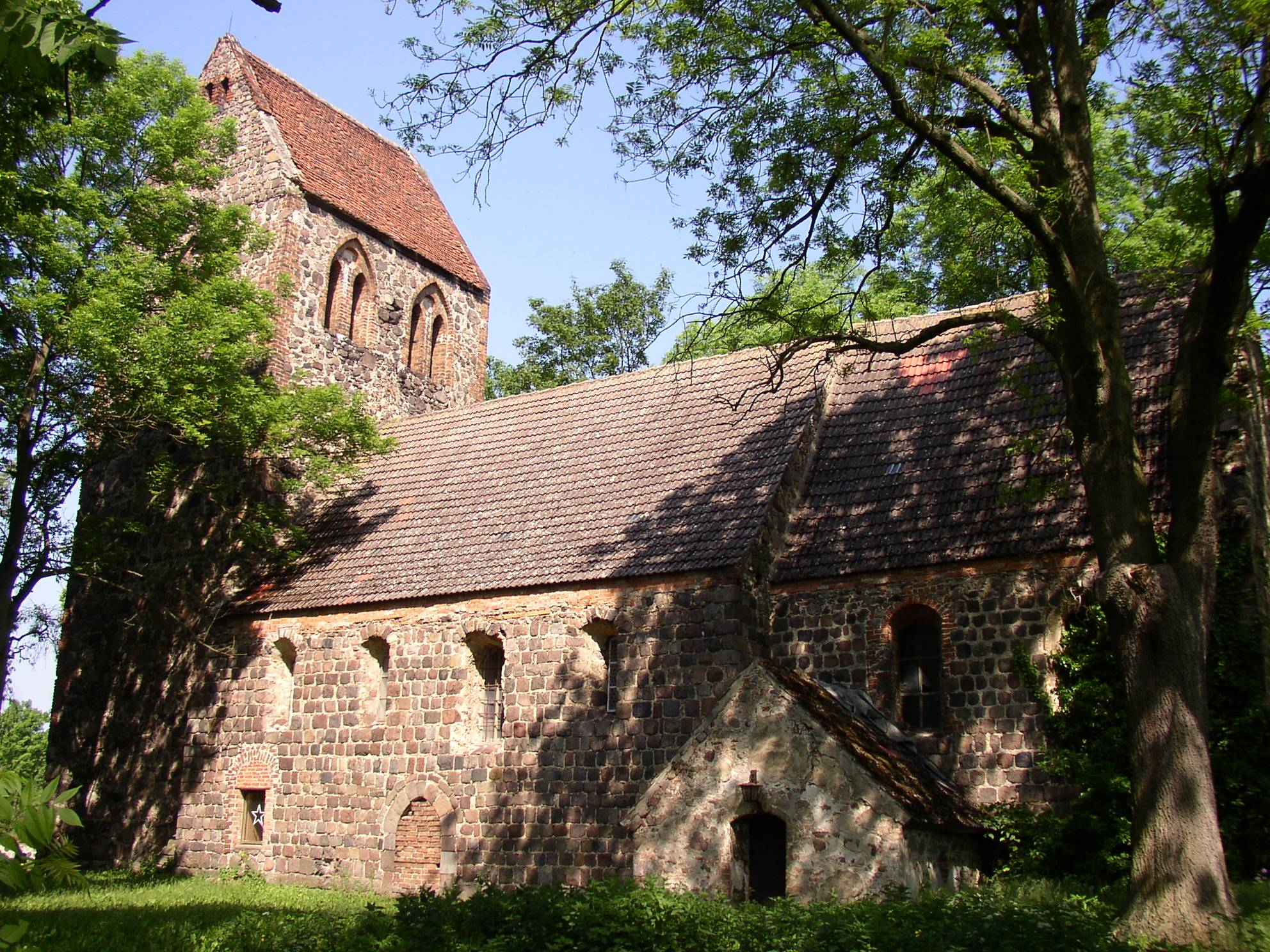
Dorfkirche Ringenwalde

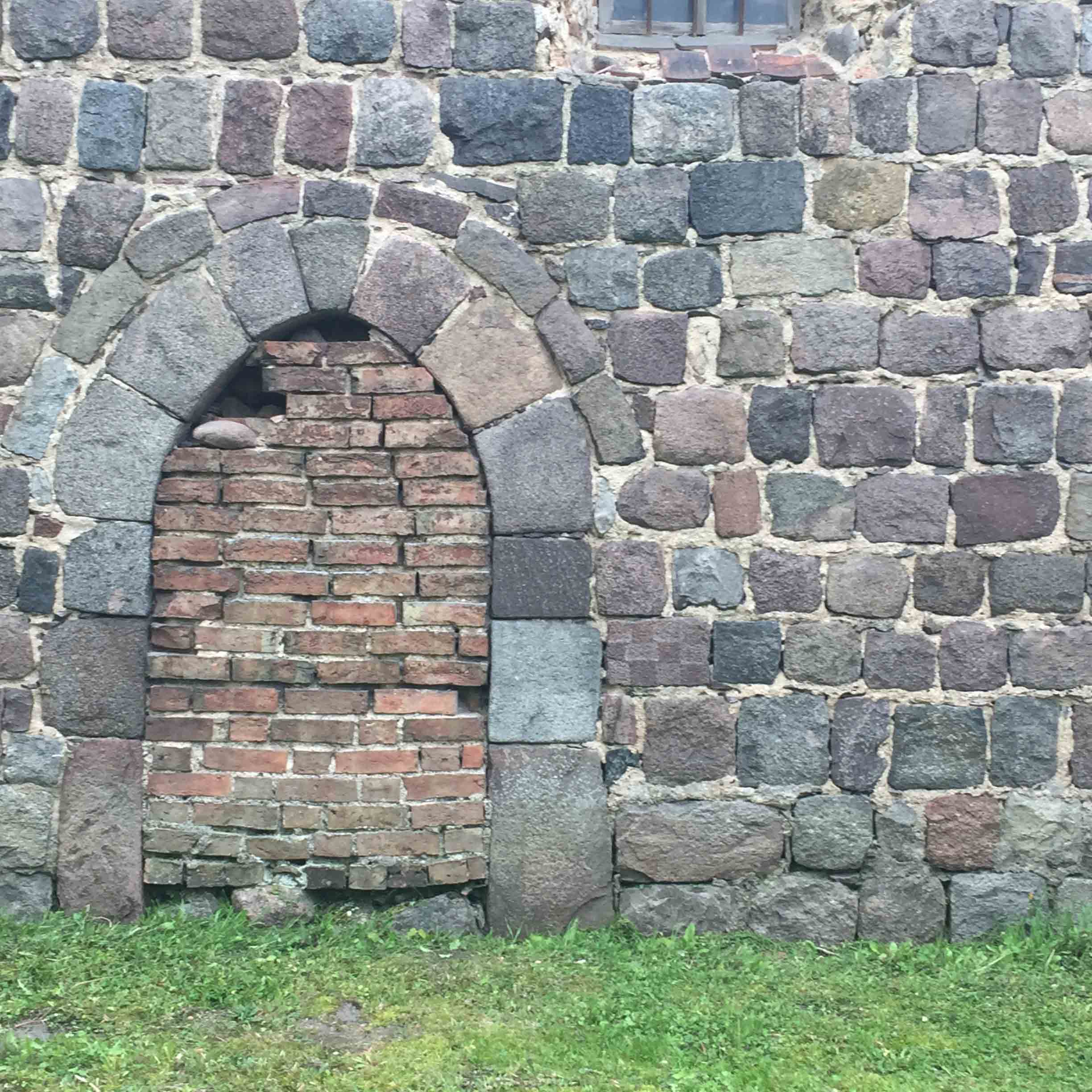
Vermauertes Südportal

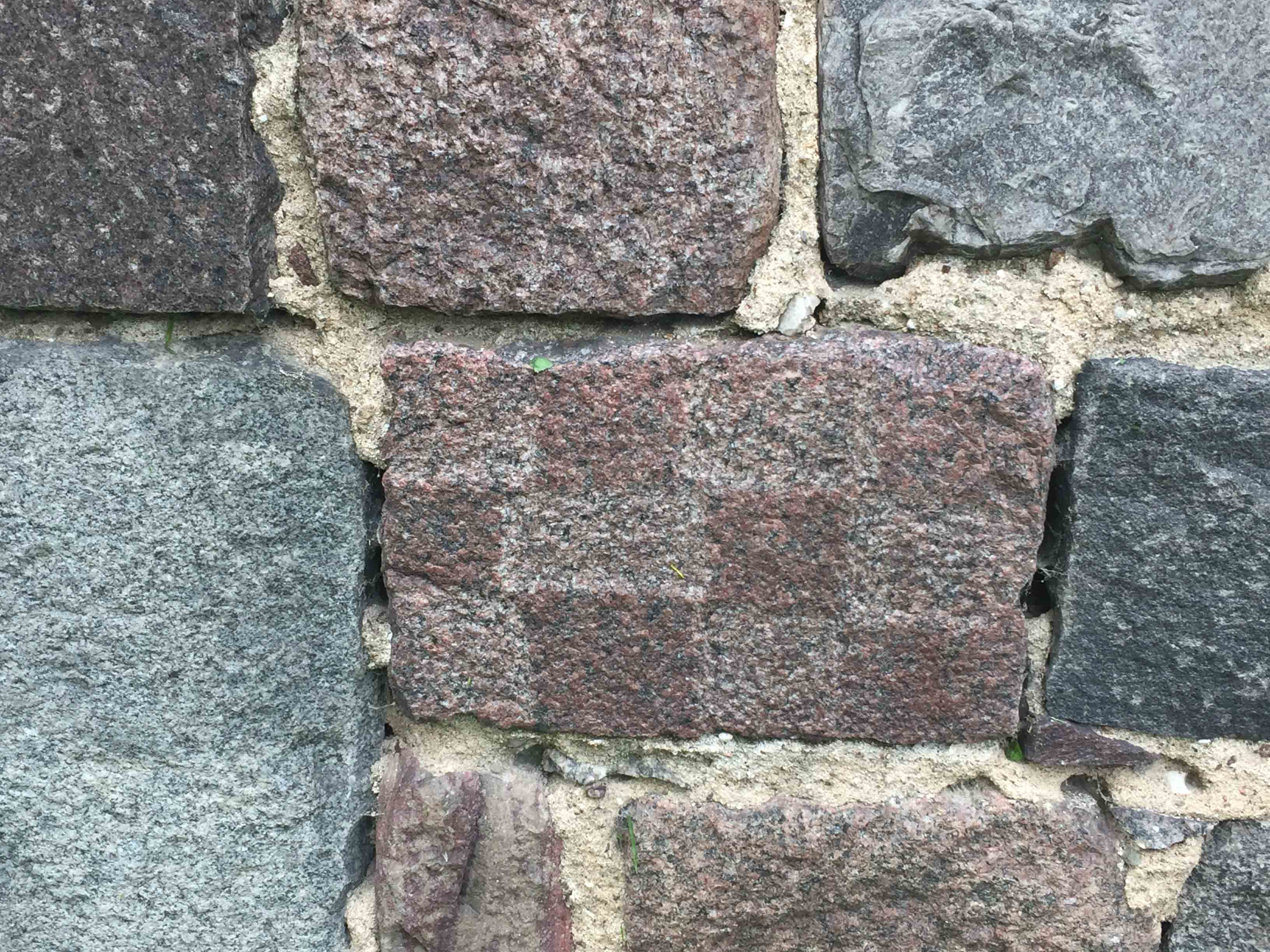
Schachbrettstein

Die evangelische Dorfkirche Ringenwalde ist eine spätromanisch-frühgotische Saalkirche im Ortsteil Ringenwalde der Gemeinde Märkische Höhe im Landkreis Märkisch-Oderland in Brandenburg. Sie gehört zum Pfarrsprengel Haselberg im Kirchenkreis Oderland-Spree der Evangelischen Kirche Berlin-Brandenburg-schlesische Oberlausitz.

## Geschichte und Architektur
Die Dorfkirche Ringenwalde ist ein Feldsteinquaderbau mit eingezogenem Rechteckchor, aus der ersten Hälfte des 13. Jahrhunderts inmitten eines mit Feldsteinmauern umfriedeten Kirchhofs. Der vorgelagerte, leicht eingezogene Westquerturm stammt im Kern ebenfalls aus der Bauzeit, sein Aufbau in wechselnder Mauertechnik und mit gekuppelten Spitzbogenfenstern in Backsteinblenden wurde vermutlich im 14./15. Jahrhundert errichtet. Das Bauwerk war Patronatskirche des Klosters Friedland und sollte in seiner massiven Bauweise in Verbindung mit dem sorgfältig behauenen Feldsteinmauerwerk „die Bedeutung des Klosters auch im entfernter liegenden Ringenwalde, zur Ehre Gottes, weithin für jedermann sichtbar machen“. Die bauzeitlichen Rundbogenfenster an Schiff und Chor, einschließlich der Dreifenstergruppe in der Chorostwand sind erhalten; am vermauerten Südportal ist ein Schachbrettstein eingebaut. An der Chorsüdseite in der barocken Vorhalle findet sich eine spitzbogige Pforte, deren Türblatt mit spätgotischen Beschlägen versehen ist.
Das Bauwerk überstand sowohl die Reformation, wie auch den Dreißigjährigen Krieg und den Zweiten Weltkrieg weitgehend unbeschadet. Allerdings ist die Bausubstanz durch Schwammbefall und eingetretene Feuchtigkeit massiv geschädigt, so dass sie aktuell nicht betreten werden kann. Im Jahr 2010 fand eine letzte Notsicherung des Turms statt. Im Jahr 2023 gibt es Überlegungen, eine Sanierung der Kirche anzustreben.

## Ausstattung
Der Altaraufsatz stammt aus der zweiten Hälfte des 17. Jahrhunderts und ist mit den Hochaltären in St. Nikolai in Bad Freienwalde und der St. Marien in Eberswalde vergleichbar. In den Jahren 1960/1962 wurde die ursprüngliche  Farbigkeit wiederhergestellt. Der Aufsatz ist ein reich mit Diamantquadern, Frucht- und Blumengehängen verziertes Gehäuse aus predellenartigem Unterbau und drei aus dem Triumphbogenmotiv entwickelten Architekturgeschossen. In der Hauptachse sind übereinanderliegend vier Reliefs nach niederländischen Stichvorlagen angeordnet: Abendmahl, Kreuzigung, Auferstehung und Jüngstes Gericht.
In den säulengerahmten Seitenachsen der beiden Hauptgeschosse finden sich Nischen mit Muschelkalotten, darin im ersten Geschoss zwei Heiligenfiguren sowie seitlich als Wangen vorgeblendet die biblischen Könige David und Salomon; über dem Kranzgesims beider Geschosse je zwei Evangelisten auf würfelförmigen Sockeln. Das einachsige Obergeschoss ist mit Giebelverdachung versehen, darauf ein bekrönender Pelikan sowie Engelsfiguren. Die Kanzel stammt aus der zweiten Hälfte des 17. Jahrhunderts; am polygonalen Korb sind Puttenköpfe angebracht.
Ein silbervergoldeter Kelch stammt aus dem 16. Jahrhundert, eine Taufschale aus dem 17. Jahrhundert und ein Zinnleuchter aus dem Jahr 1671. Eine Glocke wurde im 15. Jahrhundert gegossen.